# Villebourg
Villebourg és un municipi francès, situat al departament de l'Indre i Loira i a la regió de Centre – Vall del Loira. L'any 2007 tenia 278 habitants.

## Demografia

### Població
El 2007 la població de fet de Villebourg era de 278 persones. Hi havia 116 famílies, de les quals 32 eren unipersonals (24 homes vivint sols i 8 dones vivint soles), 28 parelles sense fills, 40 parelles amb fills i 16 famílies monoparentals amb fills.
La població ha evolucionat segons el següent gràfic:
Habitants censats

### Habitatges
El 2007 hi havia 163 habitatges, 118 eren l'habitatge principal de la família, 26 eren segones residències i 19 estaven desocupats. 161 eren cases i 2 eren apartaments. Dels 118 habitatges principals, 92 estaven ocupats pels seus propietaris, 24 estaven llogats i ocupats pels llogaters i 2 estaven cedits a títol gratuït; 11 tenien dues cambres, 27 en tenien tres, 30 en tenien quatre i 50 en tenien cinc o més. 98 habitatges disposaven pel capbaix d'una plaça de pàrquing. A 52 habitatges hi havia un automòbil i a 54 n'hi havia dos o més.

### Piràmide de població
La piràmide de població per edats i sexe el 2009 era:
| Homes | Edats   | Dones |
| ----- | ------- | ----- |
| 0     | 95 o +  | 0     |
| 0     | 90 a 94 | 0     |
| 0     | 85 a 89 | 0     |
| 0     | 80 a 84 | 8     |
| 0     | 75 a 79 | 4     |
| 12    | 70 a 74 | 16    |
| 8     | 65 a 69 | 4     |
| 4     | 60 a 64 | 4     |
| 12    | 55 a 59 | 12    |
| 12    | 50 a 54 | 8     |
| 0     | 45 a 49 | 4     |
| 12    | 40 a 44 | 0     |
| 8     | 35 a 39 | 12    |
| 12    | 30 a 34 | 20    |
| 8     | 25 a 29 | 0     |
| 8     | 20 a 24 | 4     |
| 4     | 15 a 19 | 0     |
| 8     | 10 a 14 | 8     |
| 12    | 5 a 9   | 4     |
| 12    | 0 a 4   | 4     |

## Economia
El 2007 la població en edat de treballar era de 173 persones, 137 eren actives i 36 eren inactives. De les 137 persones actives 127 estaven ocupades (75 homes i 52 dones) i 10 estaven aturades (4 homes i 6 dones). De les 36 persones inactives 15 estaven jubilades, 8 estaven estudiant i 13 estaven classificades com a «altres inactius».

### Ingressos
El 2009 a Villebourg hi havia 114 unitats fiscals que integraven 279,5 persones, la mediana anual d'ingressos fiscals per persona era de 17.082 €.

### Activitats econòmiques
Dels 4 establiments que hi havia el 2007, 1 era d'una empresa de fabricació d'altres productes industrials, 2 d'empreses de construcció i 1 d'una empresa de comerç i reparació d'automòbils.
L'únic servei als particulars que hi havia el 2009 era un paleta.
L'any 2000 a Villebourg hi havia 14 explotacions agrícoles que ocupaven un total de 707 hectàrees.

## Equipaments sanitaris i escolars
El 2009 hi havia una escola maternal integrada dins d'un grup escolar amb les comunes properes formant una escola dispersa.

## Poblacions més properes
El següent diagrama mostra les poblacions més properes.